# John Holmes
John Holmes, ursprungligen John Curtis Estes, född 8 augusti 1944 i Ashville i Ohio, död 13 mars 1988 i Los Angeles i Kalifornien, var en amerikansk pornografiskådespelare. Han är troligen en av de mest kända och största porrskådespelarna i historien och har blivit kallad för pornografins Elvis.
Holmes blev främst känd för sin mycket stora penis vars storlek aldrig var officiellt klarlagd, men enligt Holmes egen utsago var den 34 cm lång. Han debuterade inom pornografin kring 1967 när pornografi var förbjudet och slog igenom i filmrollen Johnny Wadd 1971. Under återstoden av 1970-talet var Holmes pornografibranschens klarast lysande stjärna, vilket han inte var sen att utnyttja, och blev snart känd som en mytoman fast nära vänner och familj beskrev honom som blyg och osäker men väldigt generös.
Han började emellertid missbruka både crack och kokain och lagfördes även för stöld. Hans tilltagande missbruk medförde erektionsproblem och filmrollerna blev färre och färre. Inte hjälpte det heller när VHS slog igenom stort i början av 1980-talet, och för att finansiera sitt missbruk och utsvävande liv började Holmes prostituera sig och involverade sig i organiserad brottslighet, vilket resulterade att han blev åtalad för mord i det så kallade "wonderland murders" – ett rån mot en narkotikaliga som slog fel, något som han dock frikändes från. Mot slutet av sitt liv spelade Holmes även in en film med gaypornografi. År 1985 blev han diagnosticerad med hiv. Holmes var gift två gånger och medverkade i nära 3 000 pornografiska filmer, varav de sista så sent som 1986 då han fick ett lukrativt erbjudande av ett bolag att spela in två filmer i Italien. Han höll då sin hiv-smitta hemlig, något som skapade stort raseri bland medskådespelarna, vilka dock inte hade blivit smittade.
John Holmes dog 1988, 43 år gammal, i sviterna av aids.

## Filmer om hans liv
Filmen Boogie Nights från 1997 baserades på John Holmes liv, där Mark Wahlberg spelar en person med liknande karriär. År 2003 spelades filmen The Wonderland Murders in. Den handlar om Holmes liv. Val Kilmer har huvudrollen i filmen.